# Wawrowice (województwo warmińsko-mazurskie)
Wawrowice (do 1920 r. niem. Wawerwitz) – wieś w Polsce położona w województwie warmińsko-mazurskim, w powiecie nowomiejskim, w gminie Kurzętnik. W latach 1975–1998 miejscowość należała administracyjnie do województwa toruńskiego.
Przez wieś przebiega droga wojewódzka nr 538. Wieś znajduje się nad brzegiem jeziora Skarlińskiego. Przez wieś przepływa rzeczka Skarlanka, a częścią wsi jest osiedle Biedaszek z malowniczo położonym nad rzeką młynem. Najbliższa szkoła podstawowa oraz gimnazjum znajdują się w Marzęcicach.

## Historia
Wieś lokowana w XIV w. na prawie chełmińskim. W 1414 r. wieś obejmowała 52 włók. W czasie wojny polsko-krzyżackiej wojska polsko-litewskie spaliły 25 stogów ze zbożem, uprowadziły 80 koni, 180 świń i pięcioro ludzi. Wszystkie straty wojenne wsi w 1414 r. oszacowano na 2400 grzywien. W dokumencie z 1557 r. wieś wymieniana jest jako podlegająca pod starostwo bratiańskie. W 1621 r. starosta bratiański – Paweł Działyński – wybudował we wsi browar i podległym sobie chłopom zakazał sprzedaży jęczmienia do Nowego Miasta Lubawskiego. Cały jęczmień miał być zawieziony do Wawrowic, do browaru. W XVII w. wieś podlegała pod wójta w Bratianie. W latach 1667–1672 we wsi mieszkali: Kania, Bartnik, Żywizna, Walerian, Wieczorek-Szargawa, Wołyniec, Leman, Szymanek, Walko Leśny, Jędrzej Bartnik, Pliszka, Jedrzejek Stagno, Marmara Bartnik, Golec Grom, Narodzanej, Jeznoch, Smilnikow.
W 1706 r. majątek ziemski należący do państwa obejmował 295 ha (w tym 254 ha gruntów ornych i 25 łąk). Grunty wiejskie obejmowały 40 włók i płacono czynsz w wysokości pół korca żyta i pół korca owsa od każdej włóki. W tym czasie była tu stacja pocztowa i parafia katolicka. W 1789 r. we wsi i folwarku było 21 domów.
W 1885 r. we wsi było 7 domów z 21 rodzinami i 123 mieszkańcami, z których 99 było katolikami a 24 ewangelikami. We wsi hodowano bydło rasy wschodnio-fryzyjskiej.
3 listopada 1906 r. w miejscowej szkole elementarnej rozpoczął się strajk dzieci przeciwko nauczaniu religii w języku niemieckim (jego dalszy przebieg nie jest znany). Strajk był elementem znacznie większej akcji biernego oporu wobec pruskich władz szkolnych, która na przełomie 1906 i 1907 r. objęła ponad 460 (!) szkół w prowincji Prusy Zachodnie, czyli przedrozbiorowe Pomorze Gdańskie, Powiśle, ziemię chełmińską i ziemię lubawską oraz część Krajny. Inspiracją dla strajków pomorskich były wcześniejsze działania dzieci w prowincji wielkopolskiej, ze słynnym strajkiem we Wrześni (1901) na czele.
W roku 1920 wieś znalazła się w granicach Polski. 8 czerwca 1921 r. przez Wawrowice przejeżdżał naczelnik państwa Józef Piłsudski. W 1926 r. majątek państwowy liczył 667 ha. W 1928 ziemie te włączono do gminy wiejskiej a sam majątek zlikwidowano. W 1928 r. powstało także kółko rolnicze i liczyło 62 członków. W zarządzie zasiadali: Różycki, Stendera, Łukaszewski i Miąskowski. W lipcu tegoż roku w wyniku pożaru spaliło się 8 ha lasu (młodnik). W tym okresie we wsi była czteroklasowa szkoła.
W czasie II wojny światowej ludność wiejska była szykanowana, wielu gospodarzy (m.in. Piotrowscy i Kołakowscy) zostało uwięzionych w obozie w Potulicach. W styczniu 1945 r. władze hitlerowskie ewakuowały około 90 Żydówek z podobozu w Gwiździnach, pod eskortą Niemca o nazwisku Litau. W lesie koło Skarlina Niemiec zaczął strzelać do więźniarek. Po wojnie odkryto zbiorową mogiłę z 24 ciałami. Pozostałe Żydówki uciekły. W Wawrowicach, w tutejszej szkole, zgromadzono żydowskie więźniarki, którym udało się uciec z „marszu śmierci”. Dzięki pomocy miejscowych rolników kobiety te doczekały końca wojny. Po 1945 r. w rejonie Wawrowic działał oddział partyzancki Cichego (Marcjan Sarnowski).
W latach 1955–1960 we wsi funkcjonował punkt felczerski. Tutejsi rolnicy – Renata i Benedykt Rochnowscy od 1975 r. współpracowali z toruńskim Poldrobem a od 1993 r. z olsztyńskim Indykpolem.
Od 1973 r. Wawrowice są wsią sołecka, podlegająca gminie Kurzętnik, Sołectwo obejmuje obszar 632,45 ha, 55 indywidualnych gospodarstw rolnych i 313 mieszkańców.
Wierni kościoła rzymskokatolickiego należą do parafii w Skarlinie.

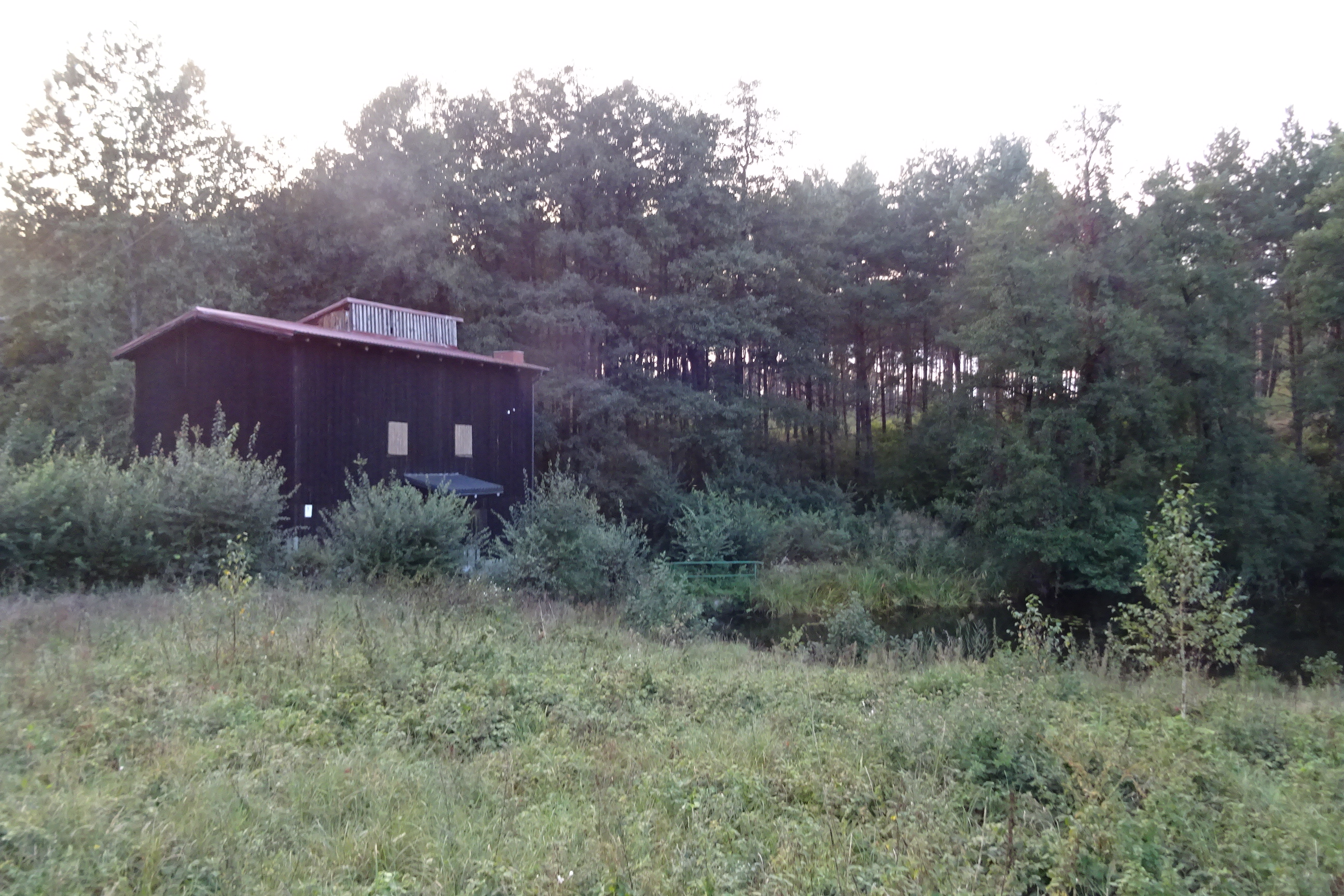
Młyn w lesie nad rzeką w Biedaszku

## Osoby związani z miejscowością
- Franciszek Klonowski, weteran powstania styczniowego. Po powrocie z Syberii zatrzymał się w Brodnicy, a potem mieszkał w Wawrowicach. W 1920 służył w wywiadzie 65 pułku piechoty. Zmarł 10 października 1924 w szpitalu w Nowym Mieście Lubawskim;
- z Wawrowic pochodził Augustyn Wyczyński, członek Sejmiku Powiatowego (przed 1939 r.);
- Renata Rochnowska